# Bundesstraße 27a
Pour les articles homonymes, voir Route 27A.
La Bundesstraße 27a est une Bundesstraße du Land de Bade-Wurtemberg.

## Géographie
Divers itinéraires alternatifs de la Bundesstraße 27 sont appelés Bundesstraße 27a (abréviation : B 27a), par exemple :
- le contournement nord de Stuttgart-Stammheim entre Kornwestheim en passant par Stuttgart-Zuffenhausen jusqu'à Möglingen, qui possède un tunnel de 288 m à Stammheim et est relié à la L1110.
- La Theodor-Heuss-Straße et la Paulinenstraße à Stuttgart[1].